# Bühlingen (Neustadt)

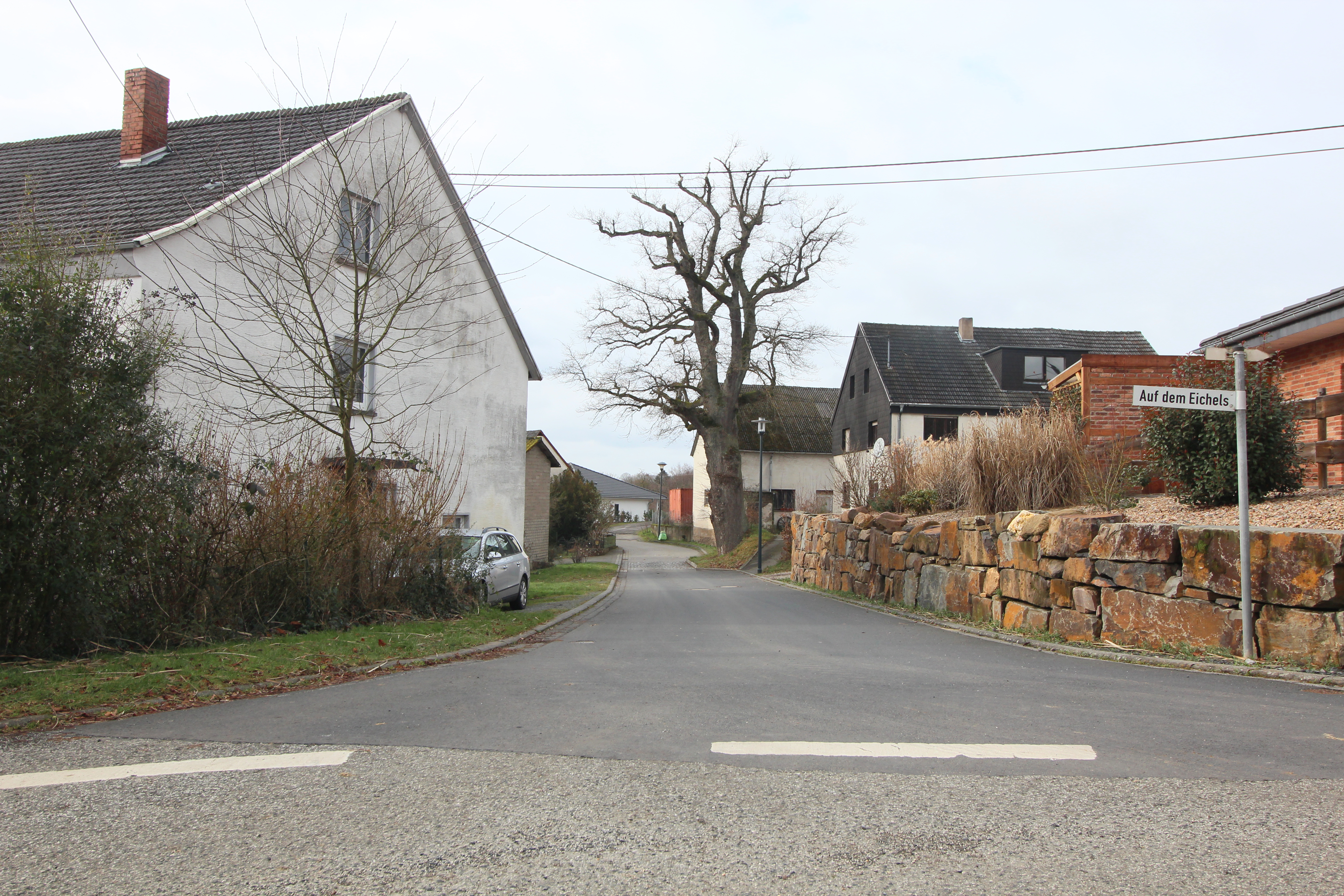
Bühlingen

Bühlingen ist ein Ortsteil der Ortsgemeinde Neustadt (Wied) im Landkreis Neuwied im nördlichen Rheinland-Pfalz. Bis 1968 war Bühlingen eine eigenständige Gemeinde, zu der 15 weitere Ortschaften gehörten.

## Geographie
Das Dorf liegt im Niederwesterwald nördlich des Hauptortes Neustadt. Nördlich des Ortes liegt die Gemarkungsgrenze zur Ortsgemeinde Asbach. Bühlingen ist über die Kreisstraße 37 mit dem Hauptort Neustadt und dem Neustadter Ortsteil Brüchen verbunden.

## Geschichte

### Honnschaft Bühlingen
Landesherrlich gehörte Bühlingen früher zum Kurfürstentum Köln. Der Ort war namensgebend für die „Honnschaft Bühlingen“, die zum Kirchspiel Neustadt gehörte und der Verwaltung des Mitte des 13. Jahrhunderts entstandenen kurkölnischen Amtes Altenwied unterstand. Zur Honnschaft gehörten 1670 die Orte Brüchen, Bühlingen, Ehrenberg, Kapellenort Etscheid, Krummenau, Niederetscheid, Oberetscheid, Prangenberg, Rüddel und Thalhof, später auch die Orte Hammerhof, Vogtslag, Weierhof.
Auf Anordnung des Kurfürsten Maximilian Heinrich wurde im Jahr 1660 eine Bestandsaufnahme der Ansiedlungen in allen Honnschaften im Amt Altenwied durchgeführt. Hierbei wurden für die Honnschaft Bühlingen genannt:
In Crummenau (Krummenau), Vogts Laag (Vogtslag) und Brüggen (Brüchen) bestand je ein Hof. In Rodell (Rüddel) und Prangenberg je zwei, in Niederetscheidt und Thall (Thalhof) je drei, in Oberetscheidt vier, in Büllingen (Bühlingen) neun und in Ehrenberg zehn.

### Gemeinde Bühlingen
Die Herrschaft Kurkölns endete 1803 nach über 500 Jahren mit dem Reichsdeputationshauptschluss. Das kurkölnische Gebiet in dieser Region wurde zunächst dem Fürstentum Wied-Runkel zugeordnet und kam 1806 aufgrund der Rheinbundakte zum Herzogtum Nassau. Die Honnschaft Bühlingen unterstand anschließend der Verwaltung des nassauischen Amtes Altenwied. Nach den auf dem Wiener Kongress geschlossenen Verträgen wurde das Gebiet 1815 an das Königreich Preußen abgetreten.
Bühlingen wurde eine Gemeinde im damals neu gebildeten Kreis Neuwied im Regierungsbezirk Koblenz und zunächst von 1817 bis 1823 von der Bürgermeisterei Altenwied, anschließend von der Bürgermeisterei Neustadt verwaltet. Nach einer Volkszählung aus dem Jahr 1885 hatte die Gemeinde Bühlingen mit ihren 16 Ortsteilen 529 Einwohner, die in 117 Wohngebäuden lebten. Zur Gemeinde Bühlingen gehörten die Ortschaften Brüchen, Bühlingen, Ehrenberg, Etscheid, Hammerhof, Krummenau, Niederetscheid, Oberetscheid, Oligswiese, Prangenberg, Rüddel, Thalhof, Vogtslag, Voltheim, Wasemsfeld und Weierau.
Aufgrund der Mitte der 1960er Jahre begonnenen rheinland-pfälzischen Verwaltungs- und Gebietsreform wurde die Gemeinde Bühlingen mit zuletzt 915 Einwohnern zum 1. Januar 1969 aufgelöst. Aus ihr wurde zusammen mit den ebenfalls aufgelösten Gemeinden Elsaffthal (802 Einwohner), Neustadt (2.090 Einwohner) und Rahms (999 Einwohner) die heutige Ortsgemeinde Neustadt (Wied) neu gebildet. 1987 zählte der Ort Bühlingen 154 Einwohner.

## Kulturdenkmäler
Zu den Kulturdenkmälern im Ort gehören die Bruch- und Backstein gebaute Wegekapelle gegenüber der Bühlinger Straße 11, die um 1900 entstand, und das Wegekreuz von 1901 bei der Bühlinger Straße 49. Das Fachwerk-Quereinhaus aus dem 18. Jahrhundert in der Bühlinger Straße 34 wurde aus der Denkmalliste gelöscht.

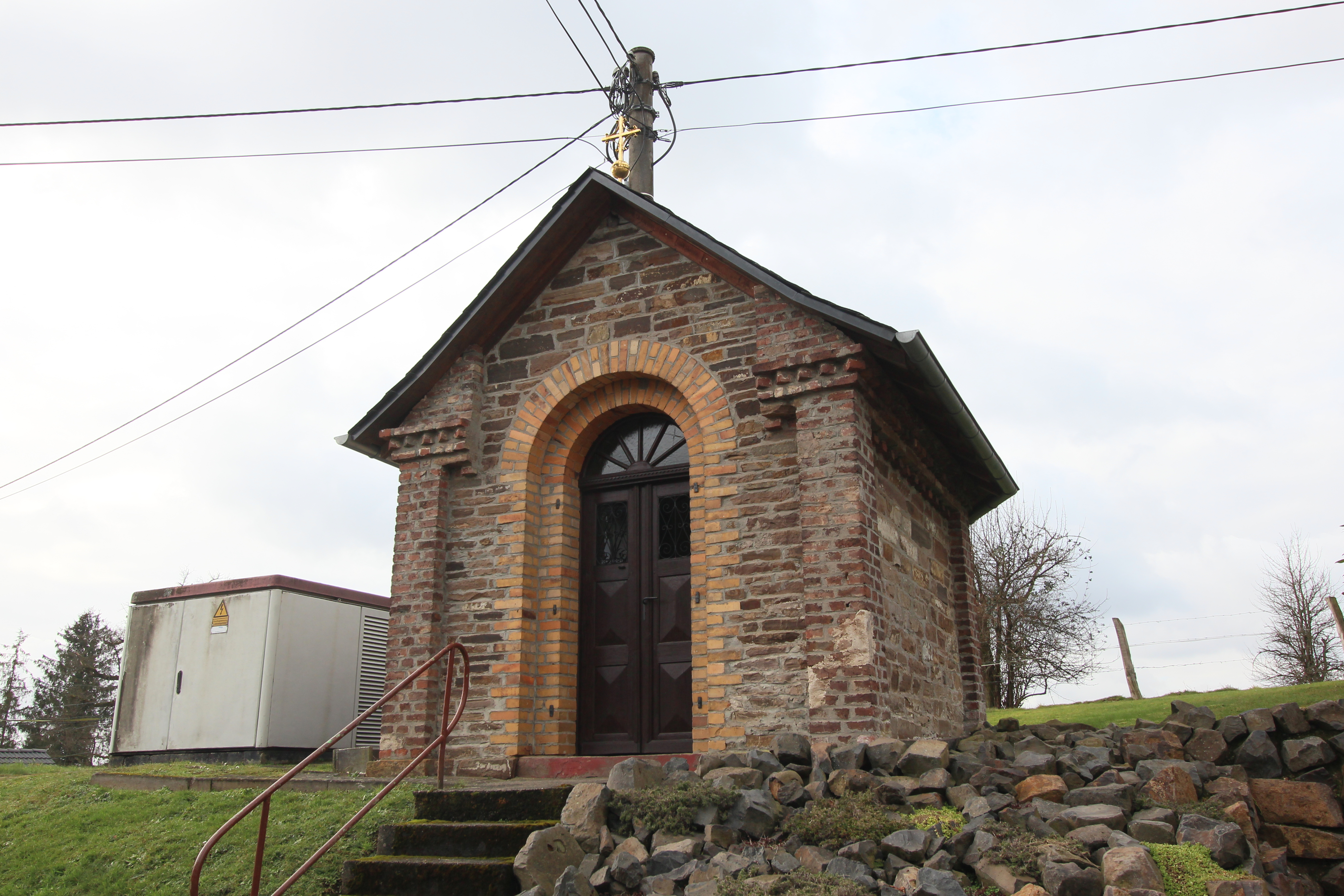
Wegekapelle
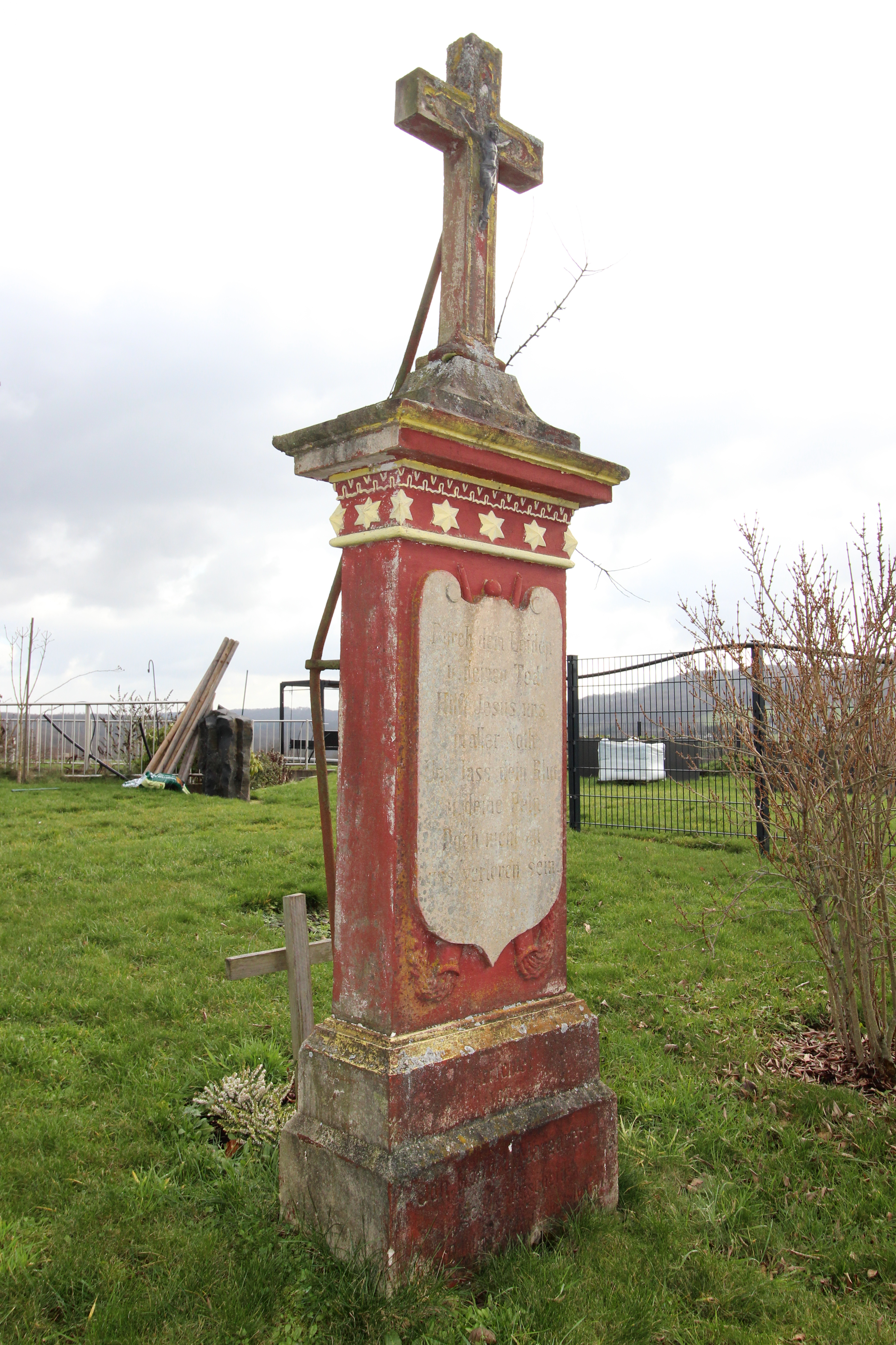
Wegekreuz